# Фріда Фромм-Райхман
Фріда Фромм-Райхманн (уродж. Райхманн; 23 жовтня 1889, Карлсруе, Німеччина — 28 квітня 1957, Роквілл, Меріленд) — німецький психіатр і сучасниця Зигмунда Фрейда, яка емігрувала до Америки під час Другої світової війни. Вона була піонером для жінок у науці, зокрема в психології та лікуванні шизофренії. Вона відома тим, що ввела широко розвінчаний термін «шизофреногенна мати». У 1948 році вона написала, що «хворий на шизофренію болісно недовірливий і образливий щодо інших людей через важку ранню деформацію та неприйняття, з якими він стикався у важливих людей у період свого дитинства та дитинства, як правило, головним чином у матері-шизофреногена».

## Історія сім'ї
Фромм-Райхманн народилася в родині Адольфа та Клари Райхманн у Карлсруе, Німецька імперія, у 1889 році. Вона виховувалася в ортодоксальній єврейській родині середнього класу і була старшою з трьох дочок; її сестрами були Грета і Анна. Вона походила з великої, доброзичливої та впливової сім'ї. У її прадіда по батьківській лінії було 93 онуки, і її велика родина відіграла важливу роль у її житті. Її мати була частиною групи, яка заснувала підготовчу школу для дівчат у 1908 році, щоб підготувати їх до університету, оскільки дівчатам не дозволялося відвідувати гімназію.
Одна з її тіток відіграла важливу роль у створенні дитячих садків у Німеччині, а один із її дядьків, який був власником банку, у якому працював її батько, фінансував навчання Фріди в коледжі. Її мати і батько розвинули значну глухоту, яка пізніше розвинеться і у Фріди. Через стрес, викликаний цією недугою, і неминуче завершення кар'єри, Адольф покінчив життя самогубством у 1925 році.
У віці 36 років Фріда закрутила роман зі своїм пацієнтом Еріхом Селігманом Фроммом (1900—1980), який був студентом психоаналізу та соціальної психології. Вони зустрілися в санаторії Weißer Hirsch, де Фріда аналізувала Еріха в рамках його навчання. Коли вони закохалися, вона перестала аналізувати його, і вони одружилися в 1926 році (через рік після смерті її батька).
В Еріха розвинувся туберкульоз, який, на думку Фріди, був фізіологічним вираженням психологічного стресу. Пара домовилася, що Еріх переїде до Швейцарії, щоб пройти спеціалізоване лікування та жити окремо. Однак після того, як Еріх іммігрував до Сполучених Штатів Америки в 1933 році, він спонсорував її свідчення про втечу з Німеччини після нацистської окупації в 1934 році. Вони офіційно розлучилися в 1942 році. Фріда ніколи не виходила заміж повторно і ніколи не мала біологічних дітей.
Незважаючи на те, що у неї немає біологічних дітей, Фріда була «матерсю» для своїх пацієнтів, друзів і родини. Під час Другої світової війни вона фінансово підтримувала більше десятка сімей і друзів і виступала за те, щоб вони безпечно втекли від переслідувань з боку нацистів. Хоча вона благала своїх сестер і матір також емігрувати до Сполучених Штатів, вони залишилися в Англії та Палестині. Вона подружилася з колегами Ґертрудою Якоб і Гільдою Брух, любила грати на фортепіано та слухати класичну музику та обожнювала своїх улюблених кокер-спанієлів. Коли Гертруд Джейкоб також захворіла на туберкульоз, Фріда переїхала з нею до Санта-Фе, Нью-Мексико, щоб отримати спеціалізоване лікування. Джейкоб померла під час операції, коли Фріда була в Роквіллі, штат Меріленд. Кожного літа після цього Фріда проводила два місяці у своєму будинку в Санта-Фе.
Вона мала спадкову глухоту і померла від серцевого нападу в 1957 році у своєму будинку в Chestnut Lodge в Роквіллі, штат Меріленд.
У 2021 році її будинок було визнано національною історичною пам'яткою на знак визнання її впливу на розвиток міжособистісного психоаналізу в середині 20 століття.

## Освітня та професійна історія
Оскільки в Адольфа Райхмана не було синів, Фріда отримала привілеї, які іншим ортодоксальним єврейським жінкам не дозволяли. Її мати, яка була вчителькою, наполегливо заохочувала здобуття вищої освіти для жінок. Її батько, який був торговцем і директором банку, заохочував її піти в медичну школу і стати лікарем. Пройшовши шість місяців «домашніх наук» під опікою матері, Фріда вступила до медичної школи в Кенігсберзі в 1908 році як одна з перших жінок, які вивчали медицину. Вона здобула медичний ступінь у 1913 році та розпочала ординатуру з неврології, вивчаючи травми головного мозку у Курта Гольдштейна, невролога та психіатра. Під час Першої світової війни вона була майором німецької армії та керувала клінікою для німецьких солдатів із травмами мозку. Вона працювала під керівництвом Курта Гольдштейна, який був її найвпливовішим учителем і наставником. Її робота призвела до кращого розуміння фізіології та патології функцій мозку. Вона вивчала тривогу солдатів і проблеми паніки, а потім ці знання застосувала в роботі зі своїми клієнтами з діагнозом шизофренія. Вона засвоїла два важливі принципи: вплив черепно-мозкової травми на здорових чоловіків та адаптаційну здатність мозку. Вона також вивчала неврологію та передчасну деменцію.
Фромм-Райхман продовжувала цікавитися психіатрією і відкрила для себе роботи Фрейда. Її підхід до лікування виник у її дослідженні з Куртом Голдштейном. Щоб удосконалити свої психотерапевтичні навички, вона пройшла психоаналітичну підготовку в Берлінському інституті. Її розуміння тривоги у солдатів допомогло їй пізніше зрозуміти шизофренію та стало «візитною карткою роботи її життя». Вона використовувала «все, що підходило кожному окремо» і покладалася «на власну здатність пацієнтів до зцілення, щоб керувати лікуванням». Вона також визнала роль травми в психічних захворюваннях і почала розуміти динаміку терапевтичних відносин.
Після Першої світової війни вона працювала в санаторії поблизу Дрездена, була візитним лікарем у психіатричній клініці в 1923 році, а в 1924 році заснувала невеликий приватний психоаналітичний санаторій у Гейдельберзі, який поєднував терапію з єврейськими дієтичними правилами та дотриманням суботи, яку жартома називають «Торапеутікум» (пізніше закритий у 1928 р.). Вона та її чоловік допомогли заснувати Франкфуртський відділ Німецького психоаналітичного товариства та створили Психоаналітичний навчальний інститут Південно-Західної Німеччини.
Коли Адольф Гітлер прийшов до влади в Німеччині, а євреїв почали переслідувати, Фріда переїхала на німецько-французький кордон, де вона орендувала два номери в готелі, один для ночівлі, а інший для прийому пацієнтів упродовж дня. Після імміграції до Сполучених Штатів вона працювала психіатром у Chestnut Lodge, психіатричній лікарні в Меріленді. Вона працювала психіатром-резидентом упродовж 22 років і провела всю свою американську кар'єру в Chestnut Lodge. Вона зосередилася на ранньому життєвому досвіді, який вплинув на її пацієнтів та їхню здатність розуміти світ. Фромм-Райхман дивилася на своїх пацієнтів як на людей, яким потрібна допомога в подоланні хвороби. Вона вважала, що психіатрична лікарня може бути терапевтичним закладом з індивідуальним лікуванням, яке відображає індивідуальні потреби кожного пацієнта.
Коли вона втекла з нацистської Німеччини, кілька американських лікарень та установ запропонували Фромм-Райхманн посади, але в 1936 році її переконав приїхати в Честнат-Лодж доктор Декстер Буллард, його адміністратор, який пообіцяв побудувати їй дім на цій території. «Котедж Фріди» також містив її кабінет, де вона приймала більшість своїх пацієнтів. Він був ретельно відреставрований у 2009 році Peerless Rockville, некомерційною організацією зі збереження історичних пам'яток, і 13 січня 2021 року був визначений національною історичною пам'яткою. У той час як Chestnut Lodge трагічно згорів у 2009 році, відкрите оточення Lodge зберігається як парк міста Роквілл, який таким чином зберігає обстановку, якою Фріда та її пацієнти подорожували між котеджем і будівлею Lodge.
Під час роботи в Лоджі вона наголошувала на розумінні спілкування у своїй роботі з людьми з шизофренією та на тому, що психотичне спілкування містить сенс. Вона співпрацювала з іншими лікарями Лоджу, щоб зробити лікарню психоаналітичним еталоном для лікування психозів. Вона підкреслила важливість того, щоб терапевт поважав пацієнта і продовжував намагатися досягти його. Вона використовувала поняття перенесення та опору, а також несвідоме та важливість досвіду раннього дитинства при дослідженні особистості. Її описують як один із небагатьох помітних винятків із принципу Фрейда про стягнення плати за пропущені прийоми: «Я вважаю, що це не привілей психіатра бути звільненим від загальноприйнятого звичаю нашої культури, згідно з яким не платять за ненадані послуги», — написала вона у своїй книзі «Принципи інтенсивної психотерапії».
Незважаючи на великі успіхи та зростаючу популярність, творчість і особистість Фріди критикували сучасники, які рішуче заперечували її заяви про те, що шизофренію можна лікувати за допомогою психоаналізу. Будучи емпіриком у душі, Фріда продовжувала свою роботу, щоб продемонструвати, як використання інтуїції та креативності у психоаналізі може лікувати найважчий психоз.
Фріда була першою жінкою, яку запросили до Фонду Мейсі в 1954 році. Через рік Фріда стала першою жінкою та неакадемічним членом, яку запросили до Центру перспективних досліджень поведінкових наук Фонду Форда (Пало-Альто, Каліфорнія). Фромм-Райхман приєдналася до Фромма, Клари Томпсон, Гаррі Стека Саллівана, Девіда Ріоха та Джанет Ріох, щоб заснувати Інститут Вільяма Алансона Вайта, відомий психоаналітичний інститут у Нью-Йорку. Подолавши багато особистих і професійних труднощів, Фріда Фромм-Райхманн надихнула покоління психологів і щорічну нагороду Американської академії психоаналізу імені Фріди Фромм-Райхманн.

## «Викуплені»
Місіс Е стала першою із серії великих проривів для Фріди під час застосування психоаналізу до шизофренії, який Фріда описала як «допомогу лікареві виявити будь-яку волю до здоров'я, яка залишилася похованою у хворобі, і спонукати її до мети лікування». Після повного одужання пані Е сказала Фріді, що самостійне зняття її з обмежень було відправною точкою її одужання; для неї це мало відтінок того, що її лікар не вважав її надто небезпечною для виходу з психічного розладу.
Її найвідомішою пацієнткою була Джоан Грінберг, яка написала вигадану автобіографію свого часу в психіатричній лікарні під назвою «Я ніколи не обіцяла тобі сад троянд», де пропонується дуже привабливе зображення її як «доктора Фріда»: «Вона розумна... але коли ти познайомишся з нею деякий час, ти зрозумієш, що з маленькою Кларою Фрідою розум — це лише початок». Серед інших відомих клієнтів Ролло Мей.

## «Невикуплені»
Фромм-Райхман також лікувала Карла Германа Брунка. Його дружині сказали: «Ніхто насправді не знає (чому він страждав на цю психічну хворобу)... Усе, що ми можемо сказати напевно про його хворобу, це те, що вона бере свій початок у неспроможності батьків – зазвичай фігура матері - щоб забезпечити емоційну безпеку в дитинстві. Це спричиняє слабку організацію его, нездатність дарувати та отримувати любов на дорослому рівні». Брунк кілька разів намагався вбити себе. Його дружина, Гоуп Гейл Девіс, звинуватила Фріду в його самогубстві, заявивши, що «найелементарніші звичайні запобіжні заходи були знехтувані, і Герман використовував ремінь, щоб повіситися».
Доктор Д. чергувала між пацієнтом і персоналом упродовж більше десяти років у Chestnut Lodge, зрештою направлений через конфлікт подвійних ролей. Він погрожував подати до суду на Фріду та інший персонал через відсутність прогресу, але врешті-решт був госпіталізований до державної лікарні. Міс Н. проходила лікування з 1945 по 1955 рік і була записана понад 60 разів (один із небагатьох записів психотерапії пацієнта з хронічною шизофренією). Містер Р. часто був ворожим і агресивним по відношенню до неї, але це був «чистий випадок» (тобто без анамнезу шокової терапії чи інших соматичних методів лікування), який надавав багато можливостей для лікування та дослідження.
Незважаючи на ці «невдачі», Фріда зберігала повагу до пацієнта, чинила опір і залишалася зосередженою на цілях лікування. Вона стверджувала, що навіть спроби відіграти (наприклад, мастурбація під час сеансу та плювання на неї) були спробами створити глибший зв'язок із терапевтом і зовнішнім світом. Вона сказала студентам, що невдале лікування може дати інформацію, яка допоможе в наступному випадку.

## Публікації
Дотримуючись свого єврейського коріння, Фріда віддала перевагу усній традиції хасидської легенди: «Історію потрібно розповісти так, щоб вона сама по собі допомагала». Зрештою в 1950 році вона опублікувала серію своїх лекцій, зібраних як Принципи інтенсивної психотерапії. Перші п'ять розділів присвячені темпераменту терапевта та контрпереносу терапевта під час лікування.
Публікувала статті про мігрень, стереотипи та домінуючих матерів, а також про роботу з психотиками. Щодо мігрені «Фромм-Райхман [1937] вважає, що симптом виникає, коли несвідома ворожа тенденція спрямована, зокрема, на знищення інтелекту об'єкта („ментальна кастрація“), а почуття провини повертає цю тенденцію проти власної голови». Що стосується психотиків, «Фромм-Райхманн бачить у стереотипах компроміс між тенденцією виражати певні (ніжні або ворожі) об'єктні імпульси та тенденцією пригнічувати ці імпульси через страх отримати відсіч». Вона також відзначила «зростання наявності „владних“ матерів».
Інші її роботи можна знайти тут (деякі опубліковані посмертно):
- Fromm-Reichmann, F. (1948): Bemerkungen zur Behandlung der Schizophrenie in der psychoanalytischen Psychotherapie. Heilung durch Wiederherstellung von Vertrauen. In: P. Matussek (1976, Hg.): Psychotherapie schizophrener Psychosen. Hamburg: Hoffmann & Campe, S. 34-52
- Fromm-Reichmann, F. (1950): Principles of intensive psychotherapy. Chicago: University of Chicago Press.
- Fromm-Reichmann, F. (1959): Psychoanalysis and psychotherapy. Selected papers. Chicago: University of Chicago Press.
- Fromm-Reichmann, F. (1989): Psychoanalysis and psychosis. Madison: International Universities Press.
- Reichmann, F. (1913): Ueber Pupillenstörungen bei Dementia praecox. In: Archiv für Psychiatrie und Nervenkrankheiten 53, (1), pp. 302–321.
- Reichmann, F., K. Goldstein (1920): Über praktische und theoretische Ergebnisse aus den Erfahrungen an Hirnschussverletzten. Berlin: Springer.

## Подальше читання
- D. A. Dewsbury/M. Wertheimer, Portraits of pioneers in psychology (2006)